# Eunidia lerouxi
Eunidia lerouxi là một loài bọ cánh cứng trong họ Cerambycidae.